# ريناتو جونز
ريناتو جونز (بالإيطالية: Renato William Jones) (و. 1906 – 1981 م) هو لاعب كرة سلة من إيطاليا، ومملكة إيطاليا، ولد في روما، توفي في ميونخ، عن عمر يناهز 75 عاماً.

## التعليم
تعلم في كلية سبرينجفيلد
.

## جوائز
حصل على جوائز منها:

قاعة مشاهير الاتحاد الدولي لكرة السلة

## روابط خارجية
- ريناتو جونز على موقع أوليمبيديا (الإنجليزية)